# شجرة (منبج)
شجرة قرية سوريّة تتبع إداريّاً لمحافظة حلب منطقة منبج ناحية خفسة، بلغ تعداد سكانها (625) نسمة حسب التعداد السكاني لعام 2004.